# An Góilín
An Góilín (irlandais : Club an Ghóilín), diminutif de l'appellation officielle An Góilín Traditional Singer's Club, situé à Dublin (Irlande), est le plus célèbre des clubs de chant traditionnel irlandais de la capitale irlandaise.

## Caractéristiques
C'est de 1979 que date la création d'An Góilín par Dónal de Barra et son beau-frère, Tim Dennehy. Dès cette époque, le club est le point de rencontre de ceux qui veulent interpréter ou écouter des chants traditionnels.
Ses particularités résident en l'absence complète de musique durant les concerts (il s'agit d'une caractéristique du chant sean-nós), son bilinguisme irlandais et anglais, la diversité des interprètes, le répertoire et la connaissance de l'histoire et du symbolisme des chants.

## Interprètes
À côté des prestations régulières du club, An Góilín invite des chanteurs traditionnels tels que Maighread Ní Dhomhnaill, Seán Garvey et Kevin Pelan, ainsi que des interprètes traditionnels d'autres horizons dont Bob Davenport est un exemple.
Le 6 octobre 2006, à la suite du premier festival Frank Harte (en) Christy Moore fut un invité surprise du club, interprétant ses succès tels que Viva La Quinte Brigada et Na Conghailigh.

## Événements
An Góilín est également un lieu de rendez-vous pour les chanteurs sean-nós, comme Antaine Ó Faracháin, ou des événements sean nós comme le Sean Nós Cois Life.
Il organise, en septembre 2006, le premier festival Franck Harte en honneur de l'architecte Franck Harte, qui est l'un des collecteurs de mélodies folk irlandaises les plus marquants du XXe siècle, s'étant concentré en particulier sur les chants relatant la Rébellion irlandaise de 1798 et les événements s'y reportant.
Dans les dernières années, le club a commencé à organiser des tournées en Irlande et dans le reste de l'Europe, et à pratiquer des enregistrements des sessions qu'il accueille. Jerry O Reilly fait, en particulier, partie des chanteurs enregistrés et sponsorisés par An Góilín.